# گروور (تگزاس)
گروور، تگزاس (به انگلیسی: Gruver, Texas) شهری در ایالات متحده آمریکا با جمعیت ۱٬۱۹۴ نفر است که در تگزاس واقع شده‌است.

## موقعیت جغرافیایی
موقعیت جغرافیایی شهرها و مناطق اطراف به شرح زیر است: